# ورزشگاه امام رضا (تهران)
ورزشگاه امام رضا تهران ، ورزشگاه فوتبال آکادمی باشگاه استقلال تهران در جنوب شهر تهران است. این ورزشگاه در منطقه ۱۸ شهرداری تهران جای گرفته‌است.

## پیشینه
در مراسم افتتاحیه این ورزشگاه مهدی کشاورز، بهتاش فریبا، رضا رجبی، محمد نوازی، سیروس دین محمدی، علیرضا اکبرپور از پیشکسوتان استقلال در محل ورزشگاه حضور داشتند.
مدیرعامل باشگاه استقلال در مراسم افتتاح ورزشگاه گفت: اینجا مجموعه‌ای برای استعدادیابی است و ما می‌خواهیم در این ورزشگاه استعدادهای جوانان این منطقه را پرورش دهیم و از این منطقه فوتبال‌خیز بهره لازم را برای استقلال ببریم.

## امکانات

### مساحت
این مجموعه در زمینی به گستردگی ۴۵٬۰۰۰ متر مربع در محدوده جنوبی منطقه ۱۸ و در همسایگی بزرگراه آزادگان به بلوار الغدیر بر پا شده است.

### گنجایش
این ورزشگاه با گنجایش ۱۰٬۰۰۰ تماشاگر ساخته شده و تمامی سکوها دارای صندلی می‌باشند.

### امکانات سازه
دارای امکاناتی همچون دو زمین چمن مصنوعی، پیست دومیدانی، دوچرخه‌سواری، صخره‌نوردی و فضاهای جانبی موردنیاز از جمله پارگینگ خودرو، پایانه اتوبوسرانی و ایستگاه مترو است.
چمن این زمین از نوع چمن مصنوعی برابر با استانداردهای فیفا است و زیرسازی این چمن به گونه‌ای است که در هنگام نیاز می‌توان آن را جایگزین چمن طبیعی کرد. همچنین این مجموعه دارای یک زمین تمرینی در ابعاد ۳۸ در ۱۸ متر مربع است و پیست دو و میدانی این مجموعه از جنس تارتان شامل ۸ لاین ۱٫۲ متری با طول ۱۱۵ متر است.
این مجموعه در زرو، پایانه اتوبوسرانی و ایستگاه مترو است.
چمن این زمین از نوع چمن مصنوعی تولید شرکت کرمان موکت با برند آسیاچمن و برابر با استانداردهای فیفا است و زیرسازی این چمن به گونه‌ای است که در هنگام نیاز می‌توان آن را جایگزین چمن طبیعی کرد. همچنین این مجموعه دارای یک زمین تمرینی در ابعاد ۳۸ در ۱۸ متر مربع است و پیست دو و میدانی این مجموعه از جنس تارتان شامل ۸ لاین ۱٫۲ متری با طول ۱۱۵ متر است.